# Політичний притулок

Країни світу за кількістю осіб, що потребують політичного притулку:
40000 осіб
30000 осіб
20000 осіб
10000 осіб
0 осіб (або дані відсутні)

Політичний притулок (англ. right of asylum, фр. droit d'asile) — притулок, наданий особам, що зазнали (або можуть зазнати) переслідувань у себе на батьківщині за політичні або релігійні переконання, а також за дії, що не кваліфікуються в міжнародному і національному праві демократичних держав як правопорушення. Дає право на в'їзд і перебування на території іншої держави.